# Buell
Pour les articles homonymes, voir Buell (homonymie).
Buell est un ancien constructeur américain de motos basé à East Troy, dans le Wisconsin.

## Histoire
La marque est créée par Erik Buell au début des années 1980. Sa grande passion est la compétition.
Erik Buell conduit sa première moto à douze ans et il en devient instantanément passionné. Plus tard, travaillant chez un revendeur local de motos pour payer ses cours du soir, il passe rapidement du poste d'apprenti mécanicien à celui de responsable du service après-vente.
À cette époque, Erik Buell commence à courir au niveau amateur, sa passion et son talent le conduisent au plus haut niveau des courses professionnelles aux États-Unis. En 1978, il signe le temps de qualification le plus rapide d'un débutant pour la course Daytona 200.
Erik passe son diplôme d'ingénieur dans un but bien précis : il veut continuer à travailler sur des motos. Après son diplôme, il entre chez Harley-Davidson comme ingénieur châssis. Il fait enregistrer de nombreux brevets concernant les motos pendant son séjour chez Harley-Davidson.
Erik quitte Harley-Davidson en 1982 pour poursuivre le rêve de créer sa propre machine de course. Il met au point la RW750 2-temps 4-cylindres pour l'engager dans la série de courses sur route AMA Formula 1. Mais une modification du règlement exclut la RW750 de cette catégorie, Erik se tourne alors vers la création d'une moto de sport américaine de route.
Harley-Davidson fournit des moteurs à Erik entre 1987 et 1993 pour une série de modèles innovants, marqués par des caractéristiques inédites. Buell est par exemple le premier constructeur à utiliser une fourche avant inversée et des flexibles de frein en acier inoxydable tressé sur une moto de série.
En 1993, Harley-Davidson décide de développer son activité en attirant de nouveaux clients sur des segments de marché plus larges. Harley a suivi de près le travail d'Erik et c'est naturellement vers lui que l'usine se tourne à cette époque.
En février 1994 nait la nouvelle société Buell Motorcycle Company, détenue à 49 % par Harley-Davidson. Quatre ans plus tard, Harley rachète 49 % supplémentaires de la société pour devenir l'actionnaire majoritaire, Erik conservant 2 % des parts et un contrat de travail à long terme permettant d'assurer la continuité dans l'innovation. La Buell Motorcycle Company est maintenant une filiale de Harley-Davidson, Inc.
Grâce au soutien et à l'apport de Harley-Davidson depuis 1993, Buell a pu présenter une gamme complète de motos.
La gamme XB9 introduite en 2002 est une nouvelle évolution des modèles largement éprouvés et appréciés de Buell. À la fin des années 1980, la production annuelle de motos de Buell se comptait en centaines.
L'usine spécialement construite à East Troy dans le Wisconsin employait plus de deux cents personnes qui fabriquaient plus de 10 000 motos par an.
En octobre 2009, Erik Buell annonce la fin de la marque : la compagnie Harley-Davidson souhaitant se concentrer sur sa propre croissance, il a été décidé d'arrêter la production. Le 12 novembre 2009, l'usine d'East Troy voit sortir la 136 923e et dernière Buell. Il s'agit d'un modèle Lightning XB12Scg.

## Erik Buell Racing
Début 2010, Erik Buell crée la société Erik Buell Racing et commercialise trois modèles ayant pour base la 1125R, mais non homologués pour circuler sur route : la 1125R, la 1125RR et la 1190RR.
En octobre 2013, EBR présente la 1190RX aux États-Unis et d'autres modèles sont issus du nouveau bureau d'étude : 1190RS, 1190SX, 1190 Black Lightning et la AX (prototype sous la base 1190SX).
En 2013, il a été annoncé qu'Erik Buell Racing, en partenariat avec Hero, entrerait dans la série WSKB avec l'EBR 1190RX, qui était basé sur la plate-forme 1190RS.
L'arrivée des motos EBR en Europe a eu lieu en mars 2014.
Le 31 janvier 2017, c'est la fin de l'aventure EBR.

## Fuell
Erik Buell revient aux affaires le 25 avril 2018 en annonçant un nouveau projet : des motos et vélos électriques conçus avec Francois-Xavier Terny (à l'origine du très luxueux roadster Vanguard) et Frédéric Vasseur (la société Spark construit des châssis pour monoplaces électriques de Formule E). Le projet Fuell a ouvert le 23 avril 2019. L’idée fédératrice : créer une offre de mobilité pour la ville, qui constitue actuellement la meilleure application de la propulsion électrique (les motos Fllow en 11 et 35 kW, livraison des premières Fllow en 2021). L’exécution du projet a consisté à mettre l’expérience et les compétences des fondateurs au service d'une offre centrée sur les besoins du conducteur urbain.

## Caractéristiques

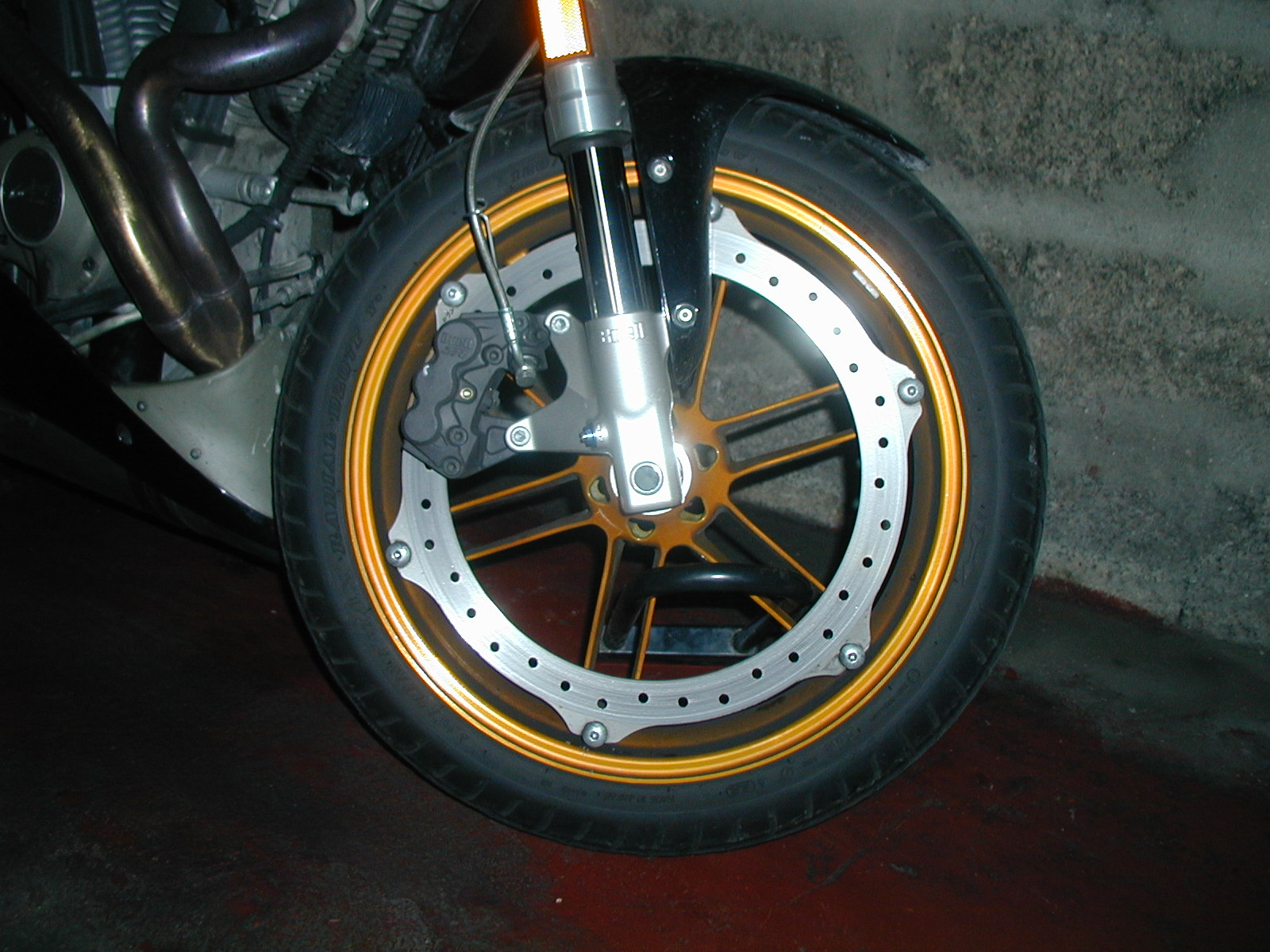
Frein avant.

Les moteurs utilisés au départ (jusqu'à la gamme XB de 2002) proviennent de la gamme Sportster Harley-Davidson.
À partir de la gamme XB, Harley-Davidson développe un moteur spécifique, qui reprend malgré tout l'architecture initiale du moteur Sportster Harley.
Fin 2007, Buell se tourne vers le motoriste Rotax pour produire le moteur à refroidissement liquide qui équipe la 1125R.
Le but recherché en adoptant ces motorisations est d'obtenir un grand plaisir de pilotage et des sensations, plus qu'une recherche de puissance pure et d'efficacité face au chronomètre.
Les Buell sont aussi réputées pour utiliser des procédés techniques originaux et innovants (repris ensuite par les grands constructeurs japonais) dont l'optique générale est d'obtenir une centralisation poussée des masses et de diminuer le poids non suspendu :
- le pot d'échappement est logé sous le moteur et non le long de la roue arrière ;
- le frein avant est monodisque de grand diamètre.

Et depuis les modèles XB :
- le cadre fait office de réservoir d'essence ;
- le bras oscillant contient l'huile moteur ;
- le frein à disque avant est fixé à la périphérie de la jante, ce qui permet, par rapport à un ensemble double disque, de gagner 3 kg pour une puissance de freinage équivalente.

## Galerie

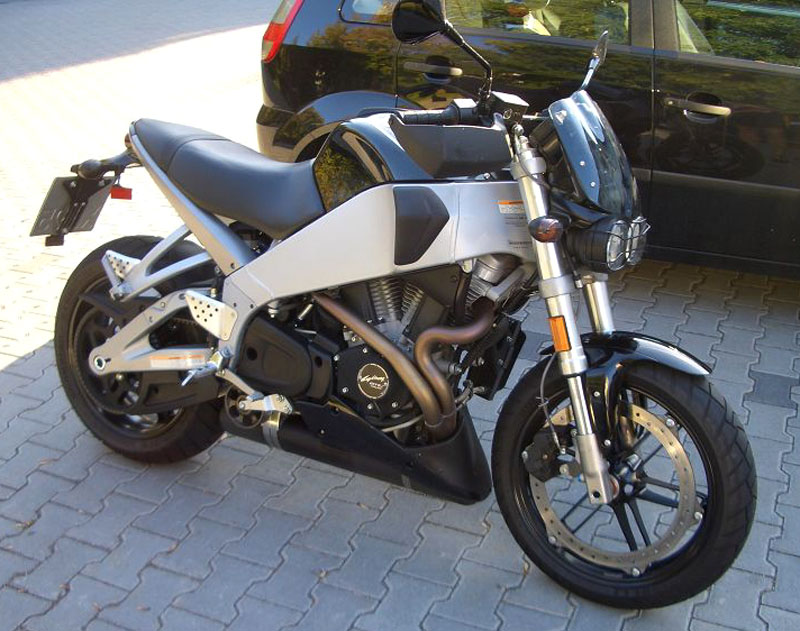
Lightning XB9Sx CityX.
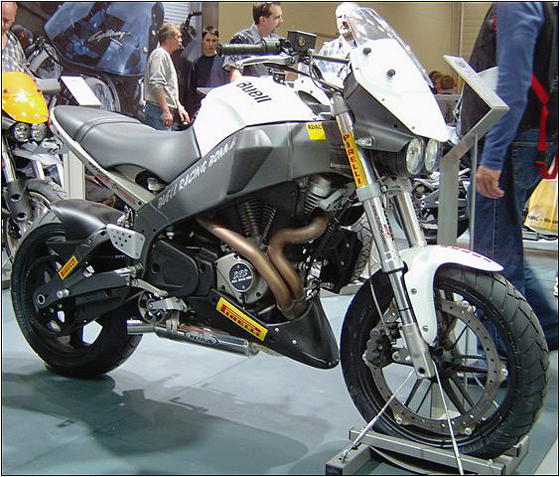
XB12X Ulysses.
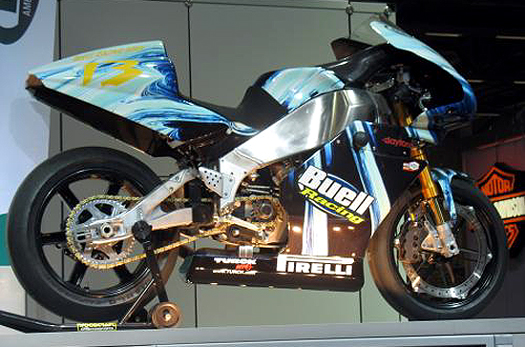
XBRR.